# Welser Heide

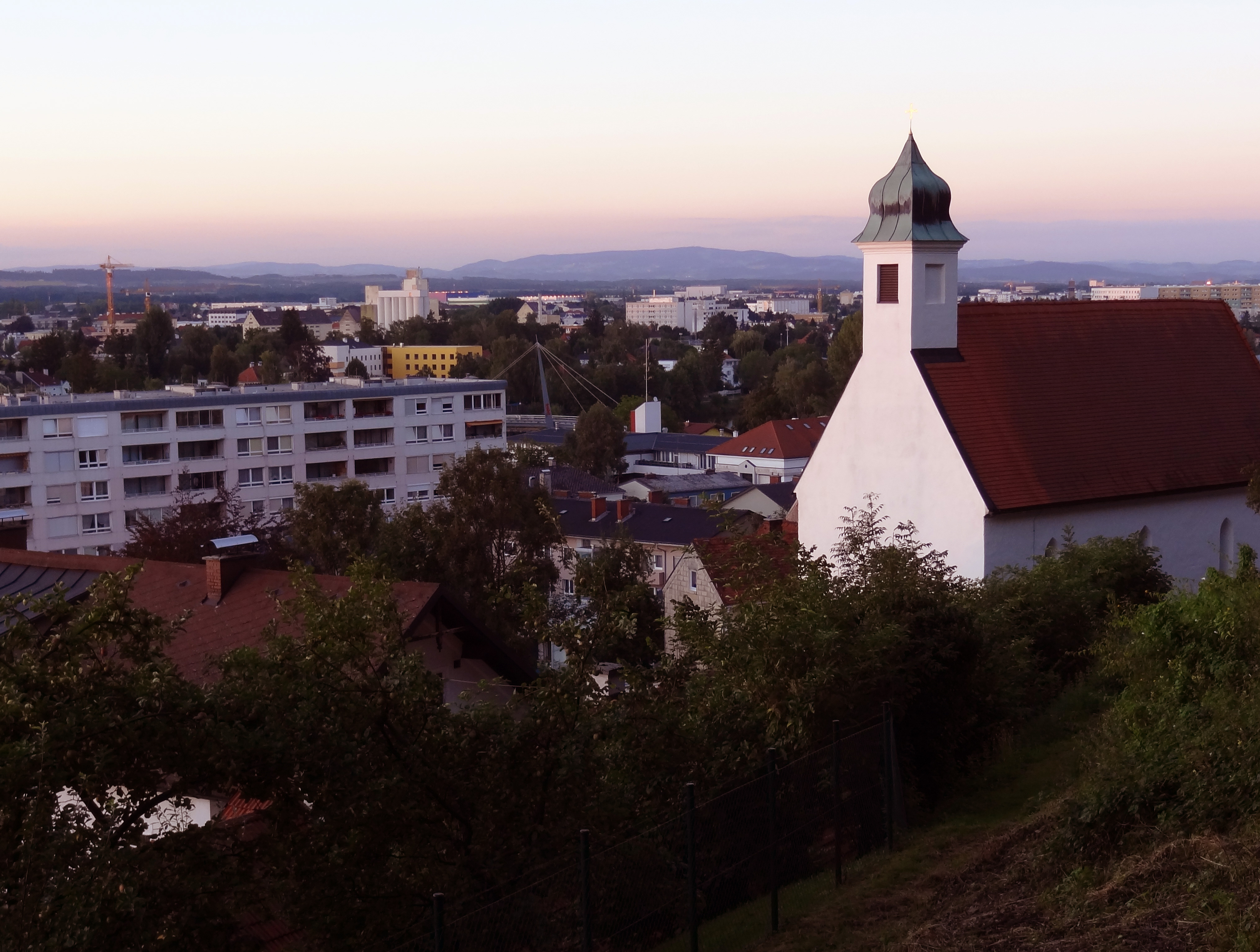
Die heute stark bebaute Welser Heide, vom Thalheimer Reinberg aus gesehen

Als Welser Heide bezeichnet man ein Gebiet in Oberösterreich, das im Alpenvorland etwa von Lambach bis Hörsching an der Traun liegt. Sie gehört zum Kerngebiet des Oberösterreichischen Zentralraums und ist mit dem Hauptort Wels heute relativ dicht besiedelt.
Im engeren Sinn bestand die Welser Heide aus trockenen Schotterfeldern auf der linksseitigen Niederterrasse im unteren Trauntal, die bis in das 18. Jahrhundert kultiviert wurden.

## Geologie
Die in den heutigen Kalkalpen gut rekonstruierbare Ablagerungsfolge, welche später auch Auswirkungen auf die Beschaffenheit des fruchtbaren Lehm-Löss-Bodens hatte (jener bedingt die recht frühe Besiedelung der Welser Heide), setzt bereits ein im auslaufenden Erdaltertum (Mesozoikum) mit Salz und Gips aus flachen Lagunen des damals das „oberösterreichische“ Landschaftsbild beherrschenden Tethysmeeres (ca. 150–70 Mio. Jahre).

Im Laufe der Triaszeit folgten sandige, tonige und kalkreiche Ablagerungen in Verbindung mit Korallenriffen, wobei auch die mehrere tausend Meter mächtigen Kalksteinpakete der Kalkhochalpen (Dachsteinmassiv, Totes Gebirge) sowie die der Wettersteinkalkalpen (Höllengebirge, Traunstein, Haller Mauern, Niedere Voralpen) entstanden.

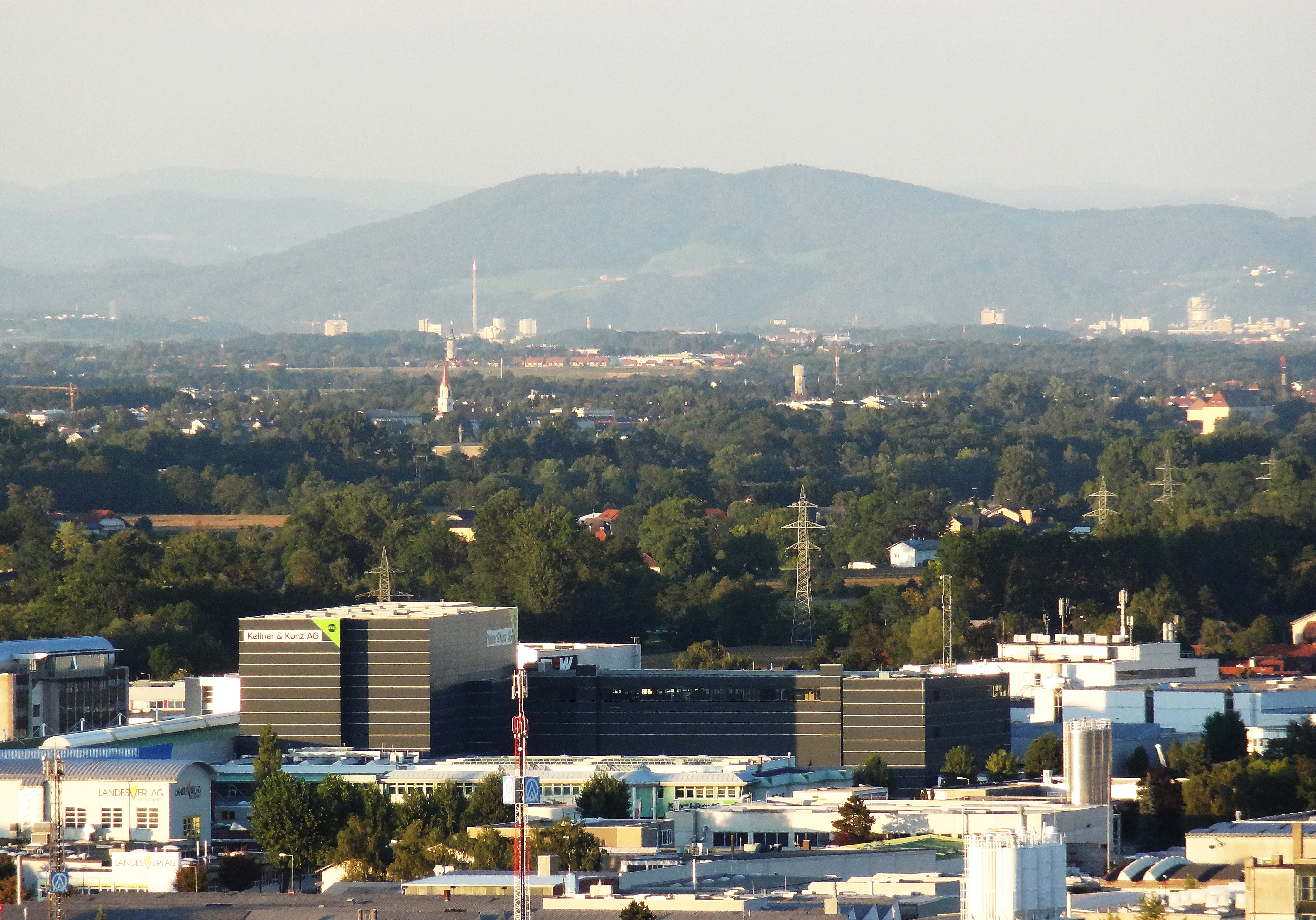
Die weite Schotterfläche der Welser Heide, dahinter Linz und die sich abrupt aufbauende Böhmische Masse (Mühlviertel, Pfenningberg)

Von der Kreidezeit an, die Gebirgsbildung bedingend, wurde dann der einst gegen 1000 Kilometer breite Meeresboden immer wieder eingeengt, sodass diese ehemals weit südlich ihrer heutigen Position abgelagerten Gesteinsmassen gefaltet, weit nach Norden verfrachtet und übereinander geschoben wurden. Dabei tauchte der Südrand der bereits erstarrten Böhmischen Masse (heute Mühlviertel, Waldviertel) in die Tiefe, so dass hier in der Kreidezeit zwischen dem Dachsteinkalk und dem heutigen Granit- und Gneishochland ein Meerestrog entstand, in dem sich Gesteine (Sandsteine und Mergel) der heute den Alpenrand bildenden Flyschalpen ablagerten (70–65 Mio. Jahre).
Erst im Känozoikum (Erdneuzeit) erhielten die Alpen annähernd deren Antlitz, welches sie heute aufweisen. Immer wieder stieß der Tethys-Ozean vor und zog sich wieder zurück. Jene Pegelschwankungen schwemmten eine große Masse an Feinsediment in die Flurlandschaft der damaligen, von jenem Meer durchspülten, oberösterreichischen Kalkalpen, welches den Meerestrog dieser Übergangszone des Dachsteinkalkes zur Böhmischen Masse (die Küste erstreckte sich damals im Raum Linz von Aschach über Ottensheim und Urfahr bis nach Mauthausen) stetig mit der Molasse (Schotter, Lehm-Löss-Schlick) auffüllte und somit langsam einebnete, bevor sich das Tethysmeer endgültig zurückziehen sollte (65–17 Mio. Jahre).
Von nun an wurde das Gebiet der Heide im heutigen Raum Wels nur mehr durch die mächtigen Gletscher der nun folgenden Eiszeiten (ab 2,5 Mio. Jahre) modelliert, sowie durch die geringfügige, aber stetig nagende Erosion des Bachnetzes, welches das Tethysmeer bei seinem letzten Rückzug hinterließ (heutige Traunauen und Traunfluss). Immer wieder stießen die eiszeitlichen Gletscher über die Alpenränder hervor bis in das Gebiet der Welser Heide, was unter anderem zur Bildung der sogenannten Traunterrassen führte. Ebenfalls beförderten (und befördern) die Bäche und die sich immer stärker herausbildenden Flüsse (Traun, Donau) eine große Masse an Schotter und abgetragenem Feinsediment der Kalkalpen in die vorgelagerten Ebenen.
Die Gletscher der letzten Kaltzeit, der Würmeiszeit, mit ihrem Höhepunkt vor 20.000 Jahren, stießen dann gerade noch bis in die großen Seebecken am Alpenrand vor (der Traungletscher hatte zu dieser Zeit etwa auf der Höhe Gmunden seine Endmoräne ausgebildet). Im Bereich der heutigen Welser Heide herrschte in diesem Zeitraum bereits Tundra und Kaltsteppe mit einer diesen Verhältnissen angepassten Tierwelt wie Mammut, Wollnashorn, Riesenhirsch, Steppenwisent, Rentier und Höhlenbär. Auch der Mensch durchstreifte zu dieser Zeit bereits dieses Land und drang bei seinen Jagdzügen tief ins Gebirge vor.
Vor etwa 12.000–10.000 Jahren breiteten sich wieder großräumig Holzgewächse aus, bis der Mensch in der Jungsteinzeit (Neolithikum) zunehmend sesshaft wird und damit aktiv in die natürliche Entwicklung und in die Ausbreitung der nacheiszeitlichen Wälder eingreift.

## Geschichte

### Archäologisch eruierte Besiedelungsgeschichte
Die Welser Heide zählt aufgrund ihrer Fruchtbarkeit (Lehm-Löss-Schlick; ursprünglich jedoch nur auf der Hochterrasse und Teils in der Austufe) zu den am längsten besiedelten Landschaften Oberösterreichs. Die ersten menschlichen Spuren führen tief in die Steinzeit zurück.
Folgend wird anhand von Auszügen der archäologischen Grabungen im Bereich der Welser Heide ein Überblick über die urgeschichtliche Besiedelung gegeben.
Leondine (ca. 4.500 – 4.300 v. Chr.)
Das Grab der "Leondine" aus der dreiphasigen neolithischen Siedlung bei dem heutigen Polizeiposten Leonding (ca. 4500–4300 v. Chr.) zählt zu den ältesten Bestattungen Oberösterreichs. Bei der Ausgrabung 1994 konnten reiche und zum Teil auch ungewöhnliche Beigaben, wie Keramik, Schmuck und Steingeräte, dokumentiert werden.
Jungsteinzeitlicher Fund von Niederperwend (ca. 2.500 v. Chr.)
Beim Ausheben eines Apfelbaumes beim Beitelmayrgut bei Marchtrenk stieß man auf eine aus dem späten Neolithikum stammende Abfallgrube. Der Fund umfasste Gefäßscherben und Werkzeuge, Schöpflöffel, Steinbeile, Pfeilspitzen und Hüttenwandreste. Solche gemischte Funde weisen auf eine nahe beständige Siedlung hin.
Die Menschen wurden zu dieser Zeit sesshaft und bevorzugten vor allem im Bereich der Steppe und Tundra leicht erhaben gelegene Orte, um ihre „Sippenhöfe“ zu errichten.
Dieser Fund ist teilweise im Stadtmuseum Wels ausgestellt.
Spätneolithische Funde von Rutzing – Haid (ca. 2.500 v. Chr.)
In Rutzing wurde neben einem Gräberfeld mit 24 Körpergräbern und Grabbeigaben auch ein Schuhleistenkeil gefunden. Ebenfalls konnte nahe dem Gräberfeld ein zeitgleicher Wohnplatz durch weitere Funde nachgewiesen werden. In der Ortschaft Neubau fand man Steinbeile, in Haid ein Lochbeil, in Holzleiten und in Öhndorf einen Steinhammer.
Bronzezeitliche Hockergräber in Leithen – Holzleithen (ca. 1.500 v. Chr.)
Beim Anlegen von Schottergruben 1957 wurde südlich der Bundesstraße in Leithen ein großes bronzezeitliches Hockergräberfeld mit umfangreichen Grabbeigaben entdeckt, das sich über Holzleithen noch weiter nach Osten ausbreitet. Die zugehörige Wohnsiedlung wird in Leithen vermutet.
Frühhallstattzeitliche Hügelgräber am Flugfeld Wels (ca. 1.000 – 900 v. Chr.)
Im Jahr 1939 stieß man bei dem Ausbau des Flugplatzes Wels auf 70 Grabformen mit zahlreichen Funden. Die Urnen waren leider bereits beinahe ausnahmslos von Planierraupen beschädigt, die Position der Gräber teilweise nur mehr durch Bodenverfärbungen feststellbar. Eine Untersuchung von gefundenen Holzresten ergab den Nachweis von Stieleiche und Zirbelkiefer. Die Funde sind teilweise im Welser Stadtmuseum einsehbar.
Latènezeitliche Funde entlang der Bundesstraße 1 in Neubau (ca. 400 – 15 v. Chr.);
Zahlreiche keltische Funde konnten entlang der heutigen Bundesstraße 1, nahe der Ortschaft Neubau, ab 2005 systematisch geborgen werden. Sie zeigen, dass die Besiedelung in der Welser Heide auch in der Eisenzeit dauerhaft war. Die feste, schotterige, ebene Heide, das leicht erreichbare Ufer und Wasser der Traun, der Fischreichtum der Traun sowie der Heidebäche ließen trotz der Kargheit des Bodens der Niederterrasse erfolgreiches Wirtschaften zu.
Der Beginn der Römerzeit in Noricum (ca. 15 v. Chr.)
Nach der verheerenden Ausmerzung der französischen Kelten (Gallier) ging mit dem Ende der La-Tène-Zeit (ca. 400 – 15 v. Chr.) der Zusammenschluss Noricum (Oberösterreich, Salzburg, teilw. Niederösterreich, teilw. Kärnten, teilw. Steiermark, teilw. Bayern) beinahe kampflos ins Römische Reich über. Die Donau stellte die nasse Grenze zu den nördlichen Völkern, den Germanen dar. Auch südlichere Verteidigungswälle wurden errichtet. Das ehemals keltische Willabs (Wels) wird durch die günstige Lage und seine Brücke zum pulsierenden Handelsknotenpunkt Ovilava.
In dieser Zeit wurden erste feste Straßen schnurgerade durch die Welser Heide gezogen. Die Trassen einiger solcher Reichsstraßen werden heute noch genutzt (z. B. Bundesstraße 1 Wels–Linz, Römerstraße Wels, teilw. Bundesstraße Wels–Lambach, Römerstraße Pasching/Leonding, Bundesstraße Wels–Buchkirchen).

### Die neuzeitliche Entwicklung der Welser Heide

Gemeinden des oö. Zentralraums, codiert nach Bevölkerungsdichte. Die Achse Welser Heide/Unteres Trauntal zeichnet sich südöstlich von Linz deutlich ab.

Die Welser Heide bestand aus trockenen Schotterfeldern auf der linksseitigen Niederterrasse im Trauntal. Durch jahrhundertelange Schlierdüngung mit Bodenmaterial aus dem umgebenden Hügelland wurde die Gegend sukzessive fruchtbar gemacht. Dieser Prozess wurde in der zweiten Hälfte des 18. Jahrhunderts abgeschlossen.
Durch die immer großflächigere Bebauung und die breiträumigen, als landwirtschaftliche Flächen genutzten Areale mutet das Gebiet zwischen Lambach, Wels und Linz immer strukturierter an. Flüsse (Traunfluss) und Bäche wurden immer mehr zusammengefasst und begradigt, so wurden ehemalige Sumpfgebiete trocken gesetzt, und für den Ackerbau nutzbar gemacht. Ebenfalls wurden die nun mehr Wasser führenden Bäche zur Mühlung genutzt (z. B. Mühlbach in Wels).
Straßen wurden immer weiter ausgebaut, es entstanden zunehmend wachsende Häuseransammlungen in günstiger Lage (Marchtrenk, Hörsching, Pasching etc.). Besonders die heutige Bundesstraße 1, die bis in die Monarchie als Reichsstraße bekannt war, kurbelte Handel und später Wirtschaft an.

## Vegetation und Naturschutz

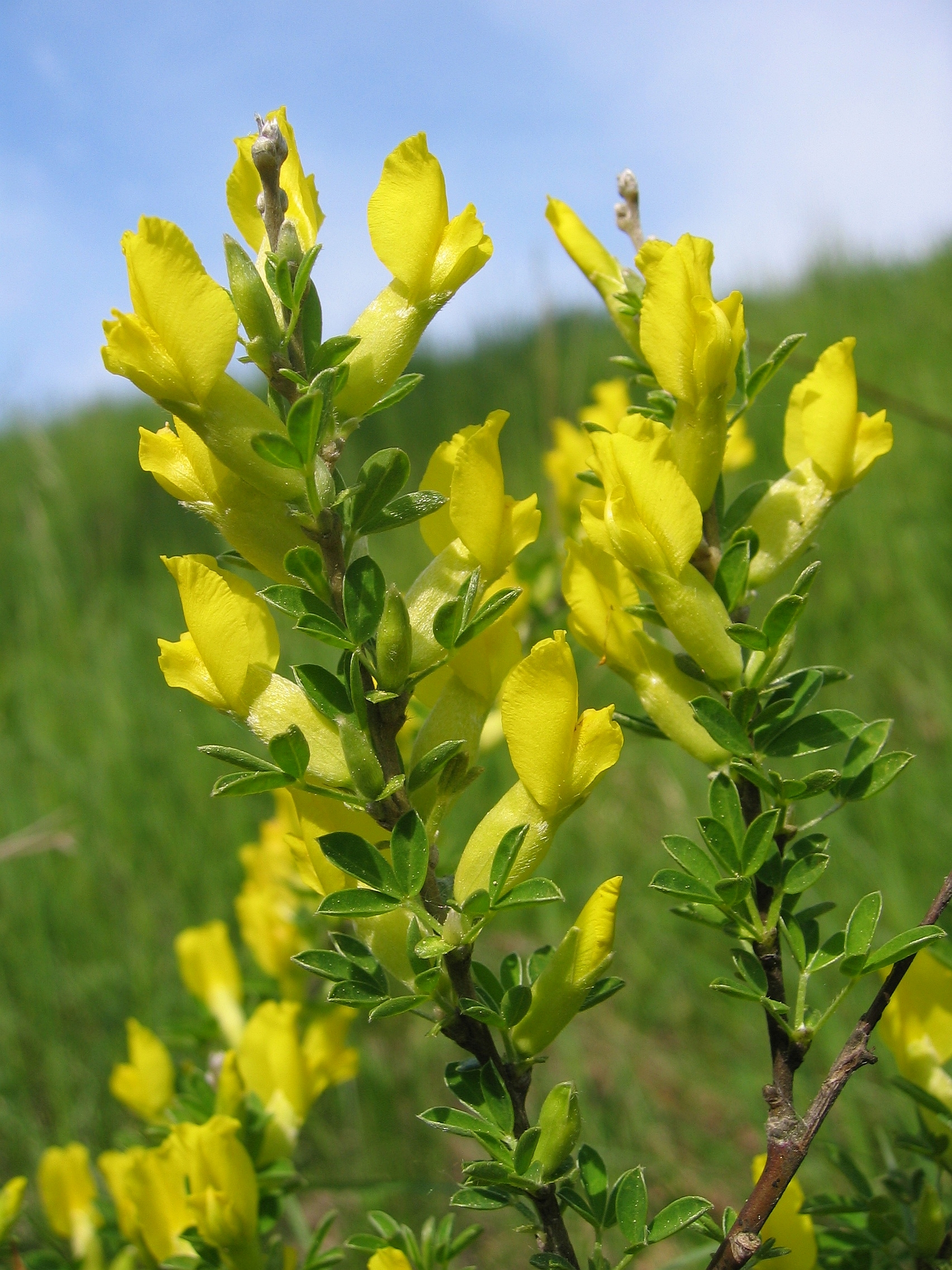
Der Regensburger Zwergginster ist Teil der ursprünglichen Heidevegetation

Die früher in der Welser Heide weit verbreiteten, artenreichen Kalk-Halbtrockenrasen wurden durch die intensive Landwirtschaft (Verbesserung der Boden-Wasserhaltekapazität durch Eintrag von Schlier aus dem umgebenden Hügelland, Umwandlung in artenärmere Fettwiesen durch regelmäßige Düngung) in den letzten Jahrzehnten auf kleine Restflächen reduziert. Diese befinden sich heute zumeist nur mehr auf den steilen Böschungen am Übergang der Niederterrasse zur Austufe. Diese Böschungsflächen können ihren Heidecharakter zudem durch zunehmende Verbuschung oder Verwaldung verlieren, weil keine regelmäßige Mahd mehr erfolgt bzw. die früher übliche Beweidung entfällt. Eine weitere Gefährdung besteht in der Zerstörung dieser Flächen durch die rege Bautätigkeit im dicht besiedelten oberösterreichischen Zentralraum.
In den Magerrasen der Welser Heide leben seltene, an trockenen Lebensraum der Schotterböden angepasste Pflanzenarten. Einige davon findet man in Österreich sonst nur weiter östlich im pannonischen Raum. Typische Vertreter sind zum Beispiel Knack-Erdbeere, Kriech-Hauhechel, Regensburg-Zwergeißklee, Edel-Gamander, Micheli-Segge oder etwa die Rispen-Graslilie. Auch die Steinnelke findet man außerhalb dieser botanisch wertvollen Flächen regional nur selten. Das Vorkommen einiger weiterer Arten in der Welser Heide ist stark gefährdet, so etwa Kuhschelle und Berg-Gamander. Zwei Spezies sind in der Welser Heide erst gegen Ende des 20. Jahrhunderts aufgrund von Lebensraumzerstörung ausgestorben: Ähriger Ehrenpreis und Echte Kugelblume.
Neben den Halbtrockenrasen existiert als zweiter charakteristischer Lebensraum auf den kargen Böden der Niederterrasse der Heidewald. Dabei handelt es sich um von Eschen, Hainbuchen und Stieleichen dominierte Laubwälder, denen jedoch durch forstliche Nutzung heute oft standortfremde Nadelbäume wie Kiefern und Fichten beigemischt sind. Typisch für diesen Waldtyp ist ein dichtes, artenreiches Unterholz mit einer Vielzahl von Sträuchern wie Liguster, Dirndlstrauch, Weißdorn, Pimpernuss, Spindelstrauch, Haselnuss oder Wolliger Schneeball. Beispiele für derartige Heidewälder, die teils nur mehr als Restflächen existieren und etwa durch die Anlage von Schottergruben gefährdet werden, sind der Gerichtswald südlich von Gunskirchen, der Harter Wald zwischen Wels und Marchtrenk, das Kirchholz südwestlich von Hörsching oder das Hanffeld bei Wagram (Gemeinde Pasching).
Das einzige Naturschutzgebiet im Bereich der Welser Heide befindet sich westlich von Wels im Gemeindegebiet von Gunskirchen. Es wird als Kuhschellenrasen Wirt am Berg bezeichnet und wurde 1983 eingerichtet. Dort befinden sich artenreiche Halbtrockenrasen mit etlichen Rote-Liste-Pflanzen wie der Kuhschelle. Auch ein Teil des südwestlich anschließenden Heidewaldes (Gerichtsholz) mit einem Bestand alter Buchen an der Niederterrassenböschung ist unter Schutz gestellt.
Eine durchgehend erhaltene, relativ ursprüngliche Fläche der Welser Heide von beachtlicher Größe stellt der Flugplatz Wels dar. Das schützenswerte Areal, auf dem neben dem Vorkommen gefährdeter Pflanzen wie dem Liegenden Ehrenpreis oder Feld-Mannstreu mehrere seltene Vögel wie etwa der gefährdete Große Brachvogel brüten, ist von der beabsichtigten Ausweitung des südöstlich angrenzenden Welser Gewerbegebietes bedroht. Ein Vertrag der Weißen Möwe (Fliegerclub Wels) sichert den Fortbestand dieses Brachlandes in Form eines Segel- und Motorflughafens bis Ende 2030. Es bestehen Absichten, Teile des Flugplatzes und des nördlich angrenzenden Panzerübungsareals dauerhaft in ein Natura 2000 Schutzgebiet umzuwandeln.

## Schlacht vom 12. August 943
Eine der Auseinandersetzungen zur Abwehr der Ungarneinfälle fand auf der Welser Heide statt. Am 12. August 943 triumphierten die Bayern mit einem offensiven Sieg Herzog Bertholds. Er fügte den Magyaren eine schwere Niederlage zu. Dabei wurden sie erstmals nicht erst auf dem Rückzug getroffen. Daraus kann geschlossen werden, dass das Grenzland erfolgreich überwacht werden konnte.